# Красно-Каменская волость
Красно-Каменская волость — административно-территориальная единица Александрийского уезда Херсонской губернии.
По состоянию на 1886 год состояла из 3 поселений, 3 сельских общин. Население 7322 человека (3672 мужского пола и 3650 женского), 1482 дворовых хозяйства.
|                        | Площадь (в т. ч. пахотной) |
| ---------------------- | -------------------------- |
| Сельских общин         | 16 327 (14 059)            |
| Частной собственности  | —                          |
| Казённой собственности | 9233 (4148)                |
| Другой собственности   | 102 (58)                   |
| Всего                  | 25 662 (19 095)            |

Самые большие поселения:
- Красная Каменка — село при реке Красная Каменка в 25 верстах от уездного города, 3861 человек, 684 двора, православная церковь, школа, земская станция, 6 лавок, 3 ярмарки: 1 марта, в День Святого Духа и 8 сентября, базары по воскресеньям.
- Зыбкое — село при балке Жабий Кут, 1658 человек, 336 дворов, единоверческая церковь, молитвенный дом, земская станция, 9 лавок, 4 ярмарки: на Фоминой неделе, Борисовский, 6 сентября Михайловская и 17 декабря Даниловская, базары по воскресеньям.
- Куколовка — село при реках Бузиевой и Красная Каменка, 2303 человека, 442 двора, православная церковь, школа, 2 лавки.